# Kościół św. Rocha w Żebbuġ
Kościół Świętego Rocha (malt. Il-knisja ta’ Santu Rokku, ang. Church of Saint Roque) – rzymskokatolicki kościół w Ħaż-Żebbuġ na Malcie. Dziś mieści się w nim muzeum. Zarządcą budynku jest organizacja pozarządowa Din l-Art Ħelwa.

## Historia
Kościół św. Rocha jest jednym z najstarszych tego typu obiektów w Żebbuġ, i jedynym z 14 kościołów i kaplic w tym mieście, który zachował się w oryginalnym stanie.
Kościółek został zbudowany w 1593 z pieniędzy małżonków Katariny i Tumasa Vassalo, jako wotum dziękczynne za ocalenie wioski z pierwszej epidemii dżumy, jaka nawiedziła Maltę w okresie od maja 1592 do września 1593.
Jak napisał w swoim raporcie z wizyty pastoralnej w 1615 biskup Baldassare Cagliares, fundatorzy zapewnili również stały dochód na pokrycie kosztów corocznej fiesty ku czci świętego patrona, jak też innych wydatków na utrzymanie świątyni. Msza święta odprawiana była w każdą niedzielę, zaś obchody święta patronalnego odbywały się 16 sierpnia każdego roku. Święty Roch jest patronem chorych na dżumę, stąd inne kościoły poświęcone temu świętemu zbudowane zostały również w Valletcie, Balzan i Birkirkarze.
Podczas II wojny światowej w budynku znalazła schronienie na pewien czas rodzina uchodźców z Raħal Ġdid.
W późniejszych latach kościół była pod świeckim patronatem rodziny Spiteri Agius, posługa religijna odbywała się do roku 1964, kiedy po raz ostatni odprawiona została tam msza święta. Później budynek służył jako magazyn do przechowywania dużych banerów na parafialną fiestę ku czci św. Filipa.  
W kwietniu 1980 arcybiskup Joseph Mercieca przekazał budynek w leasing na 150 lat organizacji pozarządowej Din l-Art Ħelwa, która 5 czerwca 1989, przy udziale ówczesnego ministra kultury Malty, a późniejszego prezydenta, Ugo Mifsud Bonniciego, otworzyła tam muzeum poświęcone lokalnym sławnym mieszkańcom.
W latach 2005–2007 wnętrze przeszło powtórną renowację, otwarcie ze zmodernizowaną wystawą nastąpiło 3 kwietnia 2007.

## Architektura

### Wygląd zewnętrzny
Budynek kościoła, o wymiarach 8 x 7 metrów, z jedynym frontowym wejściem, zbudowany został z lokalnego miękkiego kamienia. Jego fasada jest typowa dla tego typu budowli powstałych w XVI wieku. Jest prosta i nie zawiera żadnych dekoracji czy rzeźb. Ponad wejściem widać niewielkie okrągłe okno, jedyne źródło światła do wewnątrz, oraz prostokątną pustą kamienną ramę. Kościół posiada również nad fasadą małą dzwonnicę bell-cot, z niewielkim dzwonkiem; wodę z dachu odprowadzają dwa proste kamienne rzygacze nad boczną elewacją. Ciekawy w kształcie plac przed budynkiem mierzy dokładnie połowę powierzchni świątyni. Interesującym jest również fakt, że główny portal w którymś momencie zmienił swój kształt. Obecnie widać prostokątne drzwi, jednak są tam ślady, które wskazują, że kiedyś wejście miało formę półkolistego łuku.

### Wnętrze
Kościół to prosta konstrukcja architektoniczna zadaszona kamiennymi płytami na trzech łukach, które dzielą ją na cztery zatoki.
Ołtarz, zbudowany jako jeden blok, stoi w niewielkiej apsydzie. Ponad nim zawieszony jest na ścianie tytularny obraz przedstawiający św. Rocha z psem przy nodze. Obraz wydaje się pochodzić z XVII wieku, jego autor jest nieznany, jakkolwiek obraz przypomina stylem prace Filippino Dingliego. Obrazy tego malarza zdobią kilka kościołów na wyspie.

## Świątynia dzisiaj

### Muzeum
Jak zostało wspomniane wyżej, w budynku mieści się dziś muzeum regionalne Żebbuġ. Jego kolekcja wystawowa składa się z fotografii z początku XX wieku, przedstawiających miasteczko oraz jego kościoły i kaplice, jak też z licznych pamiątek i atrefaktów dotyczących znakomitych osobistości urodzonych w Żebbuġ. Wśród nich są patrioci, tacy jak Dun Mikiel Xerri, biskup Francesco Saverio Caruana, „ojciec języka maltańskiego” Mikiel Anton Vassalli, poeta narodowy Malty Dun Karm Psaila i znani artyści Lazzaro Pisani, Francesco Saverio Sciortino i jego brat Antonio Sciortino, którego dzieła sztuki zdobią wiele miejsc na Malcie.
Budynek jest w bardzo dobrym stanie. Jest regularnie otwierany na życzenie.

## Ochrona dziedzictwa kulturowego
Budynek kościoła umieszczony jest na liście National Inventory of the Cultural Property of the Maltese Islands pod poz. 2208.